# Josyp Peniak
Josyp Peniak (ur. 31 maja 1984 w Użhorodzie) – ukraiński snowboardzista, olimpijczyk. Uczestniczy w slalomie równoległym i slalomie gigancie równoległym.
Startuje w zawodach Pucharu Świata, jednak nie osiąga jak dotychczas znaczących sukcesów. Lepiej radzi sobie w cyklu Europa Cup - trzy razy wygrał, a trzy razy stawał na 3. miejscu podium w poszczególnych sezonach między 2005 a 2011 rokiem. Najlepsze miejsce w klasyfikacji PAR zdobył w sezonie 2006/2007, kiedy był 15.

## Wyniki

### Igrzyska Olimpijskie
| Rok  | Miejsce   | Wyniki                                                |
| 2010 | Vancouver | 22 (slalom gigant równoległy)                         |
| 2014 | Soczi     | 19 (slalom równoległy), 23 (slalom gigant równoległy) |

### Mistrzostwa Świata
| Rok  | Miejsce     | Wyniki                                                                     |
| 2003 | Kreischberg | 59 (slalom równoległy), 49 (slalom gigant równoległy), 47 (snowboardcross) |
| 2007 | Arosa       | 40 (slalom równoległy), 35 (slalom gigant równoległy), 50 (snowboardcross) |
| 2009 | Gangwon     | 29 (slalom równoległy), DSQ (slalom gigant równoległy)                     |
| 2011 | La Molina   | 17 (slalom równoległy), 21 (slalom gigant równoległy)                      |
| 2013 | Stoneham    | 21 (slalom równoległy), 34 (slalom gigant równoległy)                      |

### Mistrzostwa Świata Juniorów
| Rok  | Miejsce                  | Wyniki                                              |
| 2004 | Klínovec/ Oberwiesenthal | 23 (slalom gigant równoległy), DNF (snowboardcross) |

### Uniwersjada
| Rok  | Miejsce            | Wyniki                                                                           |
| 2005 | Innsbruck/Seefeld  | 7 (slalom gigant równoległy), 19 (snowboardcross), DNS (halfpipe), DNS (Big Air) |
| 2007 | Bardonecchia       | 18 (snowboardcross), 9 (slalom gigant)                                           |
| 2011 | Palandöken/Erzurum | 7 (slalom gigant równoległy)                                                     |